# Sound Of A Woman
A Sound Of A Woman a kanadai származású Kiesza 2. stúdióalbuma, mely 2014. október 17-én jelent meg az Island Records kiadónál. Az albumról 5 dalt másoltak ki kislemezre.

## Előzmények
2014 februárjában megjelent Kiesza új kislemeze a Hideaway, majd elkészült a hozzá tartozó videóklip is, melyben Kiesza Brooklyn utcáin táncol. John Gentile a Rolling Stone magazintól lenyűgözőnek nevezte a klipet. Kiesza úgy reagált a kritikára, hogy a klip forgatása előtt eltört egy bordája, és emiatt nehéz volt áttáncolni a klipet. A dal premierje a BBC 1 rádióban volt 2014 április 26-án, majd a dal a brit kislemezlista első helyén végzett.
A Hideaway videóklipje után Kiesza elkészítette az 1993-as eurodiszkó sláger a Haddaway által sikerre vitt What Is Love lassú átiratának klipjét, melyben meztelen felsőtesttel látható több szereplővel együtt.
Kiesza az albumát úgy jellemezte, hogy a dalokban a női vokál keveredik a rock, a népi hatások, és a house keverékével, melyek meglepőek lesznek az emberek számára, ha meghallgatják az albumot.

## Kislemezek
A Giant In My Heart az album második dala, mely 2014 június 13-án jelent meg, és az angol kislemezlista 4. helyéig jutott.
A No Enemiesz a harmadik dal az albumról, mely 2014 november 23-án látott napvilágot. A hozzá tartozó videóklipet korábban 2014 október 24-én mutatták be.
A negyedik kislemez az albummal azonos címet viselő Sound Of A Woman a 4. kimásolt dal, mely 2015 május 24-én jelent meg.
A Cut Me Loose (SeeB remix) az 5. és egyben utolsó kimásolt dal az albumról, mely 2015 augusztus 21-én jelent meg.

## Megjelenések
2LP  Európa Island Records 470266-3
1. Hideaway - 4:11
2. No Enemiesz - 3:17
3. Losin' My Mind - 3:51
4. So Deep - 4:28
5. Vietnam - 3:50
6. Bad Thing - 3:31
7. What Is Love - 3:08
8. Sound Of A Woman	- 3:46
9. The Love - 3:57
10. Piano - 4:28
11. Giant In My Heart - 4:29
12. Over Myself - 3:32
13. Cut Me Loose - 3:53

## Slágerlista
| Slágerlista (2014)                          | Legmagasabb helyezés |
| ------------------------------------------- | -------------------- |
| Ausztria (Ö3 Austria Top 40)                | 18                   |
| Belgium (Ultratop Flandria)                 | 19                   |
| Belgium (Ultratop Vallónia)                 | 33                   |
| Kanada (Billboard Canadian Albums Chart)    | 14                   |
| Hollandia (Dutch Charts Album Top 100)      | 66                   |
| Franciaország (SNEP Album Top 100)          | 160                  |
| Németország (Media Control Top 100 Album)   | 10                   |
| Italian Albums (FIMI)                       | 28                   |
| Svájc (Schweizer Hitparade Top 100 Albums)  | 14                   |
| Egyesült Királyság (UK Albums Chart)        | 40                   |
| US Billboard 200                            | 42                   |
| USA Top Dance/Electronic Albums (Billboard) | 1                    |

## Megjelenések
| Régió              | Dátum            | Formátumok            | Label               |
| ------------------ | ---------------- | --------------------- | ------------------- |
| Ausztrália         | 17 October 2014  | CD Digitális letöltés | Lokal Legend Island |
| Egyesült Államok   | 2014 október 21  | CD Digitális letöltés | Lokal Legend Island |
| Egyesült Királyság | 2014 december 1  | CD Digitális letöltés | Lokal Legend Island |
| Brazilia           | 25 February 2015 | CD                    | Universal Music     |